# Лион
Лион (на френски: Lyon) е третият по население град във Франция и втората по население агломерация след Париж. Намира се в югоизточна Франция и е център на региона Оверн-Рона-Алпи и на департамента Рон. Разположен е в северния край на Ронската низина, при вливането на реките Сона и Рона.
Населението му е около 521 098 души, а на градската агломерация – 2 291 763 души (2015). Градът е известен с кухнята си и често е наричан гастрономическата столица на Франция и света. Старият град на Лион е регистриран в Списъка на световното културно и природно наследство на ЮНЕСКО. В Лион е изобретен кинематографа от братята Люмиер.
В Лион са разположени международните щабове на Интерпол, Евронюз и Международната агенция за изследване на рака. В града е силно развита софтуерната индустрия с фокус върху видео игри. През 2014 г. е на второ място във Франция и 19 в света за иновации. През 2016 г. е на второ място във Франция и на 38 в света в класацията на Mercer за най-добро място за живот.

## История

### Древен Лион
Първите археологически сведения за селища на територията на сегашен Лион са от новокаменната епоха. От 4 век пр. Хр. се установява постоянно селище от галите. Между 58 и 53 г. пр. Хр. Галия е завладяна от Юлий Цезар, но в неговите Записки за Галската война няма споменаване за този регион.
Според историкът Дио Касий, през 43 година пр. Хр. римският сенат нарежда създаването на селище за римски бежанци от Виен вследствие на война, които са се заселили при сливането на реките Сона и Рона. Новото селище първоначално е кръстено Colonia Copia Felix Munatia, но постепенно се налага Lugdunum като име.
Благодарение на стратегическото си разположение, градът става важен транспортен център, намирайки се на сливането на две реки и на кръстопът на 4 основни пътя. В следващите 50 години той става столица на провинцията Лугдунска Галия и впоследствие столица на трите галски провинции. Благодарение на близостта си до Германия, през следващите 4 века играе важна роля в римската експанзия.
След разпадането на Западната Римска империя през 5 век, Лугдунум влиза в Кралството на бургундите, където става столица през 461 г., а с покоряването му през 534 г. влиза в състава на Франкската империя. През 843 г. с Вердюнския договор Лион става част от Свещенската римска империя.
Лион минава под френски контрол чак през 1312 г.

### Ренесансов Лион
Ренесансовият период се счита за златните години на Лион. Населението се увеличава 3 пъти до между 60 000 – 75 000 души. В градът се развиват различни индустрии, от които най-значителната е копринената. Благодарение на успехът на четирите годишни панаира, множество търговци, предимно италиански, се заселват в града.

#### Лион като център на копринената индустрия
По време на Ренесанса и последващите векове, развитието на града е силно повлияно от търговията с коприна.
Копринената индустрия на Лион започва през 1466 г., когато Луи XI избира града като основно място за предлаганата индустрия за тъкане на коприна. Изборът е повлиян от разположението на Лион на река Рона, която дава достъп до Генуа, Венеция, Флоренция и Валенсия – центрове на копринената индустрия по това време.
Вследствие на близките си търговски връзки с Италия, в Лион се образува силно италианско влияние.
През 1535 г. двамата италиански търговци основават училище за тъкането на коприна, което дава силен тласък на индустрията в града. През 1540 г. крал Франсоа I дава монопол на търговията със сурова коприна във Франция. В следващите векове копринената индустрия продължава да расте, като през 17 век Лион измества Валенсия като европейската столица на коприната.
В този период са построени характерните тунели между сградите в Стар Лион (френски: traboules), които позволяват бързо и необезпокоявано придвижване из града на тъкачите през нощта.
През 19 век работниците в копринената индустрия, известни като „Canuts“, организират два бунта в рамките на 3 години, които са жестоко потушени. Това повлиява негативно на икономиката на града.

## География
Градът е разположен при вливането на река Сона в Рона, оформяйки полуостров наречен Прескил (на френски: Presqu'île). Там се намира голяма част от центъра на града, включително третият най-голям площад във Франция Плас Белкур. Прескил е заобиколен от хълмове от северната и западната страна.
Северният хълм се нарича Ла Круа-Рус (френски: La Croix-Rousse), известен като „хълмът, който работи“ поради фактът, че е исторически дом на копринената индустрия.
Западният хълм се нарича Фурвиер (френски: Fourvière), известен като „хълмът, който се моли“ тъй като на него се намира базиликата „Нотр Дам де Фурвиер“ (френски: Notre-Dame de Fourvière) и резиденцията на архиепископа.
Фурвиер, части от Прескил и почти целия Ла Круа-Рус, съставлявайки стария град на Лион, са обявени за световно и културно наследство от Юнеско.
Източно от река Рона се намира по-голямата част от модерен Лион върху равнинна местност.

## Икономика
Лион е вторият най-богат град във Франция след Париж с брутен вътрешен продукт за 2014 г. от 74 милиарда евро; 35 700 евро на главата от населението при среден БВП на глава от населението в ЕС за същия период от 24 900 евро.
Икономиката на града и региона е силно развита и разнообразна. Лион е най-големият производител на ваксини в света с над 1 милиард инвестиции в сектора. Централните управления на различни компании са в Лион, например Groupe SEB, Sanofi Pasteur, Renault Trucks, Norbert Dentressangle, LCL S.A., Point S, BioMérieux, Iveco Bus, Евронюз, Lyon Airports, LVL Medical, и междуправителствените агенции IARC и Интерпол. В градът има също силно развита софтуерна индустрия, главно разработка на видео игри, с офиси на компании като Arkane Studios; Ivory Tower; Eden Games; EA France; Bandai Namco Entertainment Europe.
Има няколко офис парка, от които най-значителният е Пар-Дю (френски: La Part-Dieu), който е вторият по големина във Франция бизнес район след Дефанс в Париж с над 1 600 000 м2 офис пространство и повече от 55 000 служители.
Безработицата е по-ниска от средната във Франция – за 2008 г. 7% от населението е безработно в сравнение със 7,8% средно за Франция.

## Туризъм
Туризмът е важна част от икономиката на Лион с над 4,7 милиона нощувки в хотели в града, над 35 милиона обслужени пътници на железопътните гари за 2015 г. и над 9,5 милиона пътници на летище „Антоан дьо Сент Екзюпери“ за 2016 г. За 2016 г. над 2,6 милиона души са посетили различни музеи или атракции.
Градът спечели през 2016 г. наградата World Travel Awards за най-добрата градска дестинация в Европа.
Най-важни събития в града:
- Празник на светлините (3 милиона посетители[17]);
- Кинофестивал Люмиер (160 500 посетители[17])
- Nuits Sonores (138 000 посетители[17])
- Нощите на Фурвиер (136 000 посетители[17])

### Забележителности
В града има 241 обекта, които са защитени като исторически паметници и 289 места, част от културното наследство на Франция.

#### Античност
- Античният театър на Фурвиер
- Античният театър на Трите Галии
- Античният одеон на Фурвиер
- Музеят на гало-римската цивилизация на Лион-Фурвиер

#### Средни векове и ренесанс
- Катедрала Сен-Жан-Баптист на Лион – средновековна катедрала с елементи от 13, 14 и 15 век и сегашно седалище на архиепископа на Лион
- Църква Сен-Пол на Лион – катедрала в романски и готически стил, класифицирана като исторически паметник
- Църква Сен-Низие на Лион – исторически паметник; мястото на сегашната структура е място за поклонение от 177 г.[24]
- Старият Лион – историческият град на Лион с площ от 0,3 км2, включен в Списъка на световното културно и природно наследство на ЮНЕСКО

#### XVII и XVIII век
- Площад Белкур – един от най-големите отворени площади (т.е. без дървета или тревни площи) в Европа и най-голямата пешеходна зона в Европа
- Hôtel de Ville de Lyon – една от най-големите исторически сгради в Лион и седалище на кмеството
- Музеят на изобразителното изкуство в Лион – един от най-големите музеи за изкуство във Франция

#### XIX век до XXI век
- Opéra Nouvel
- Базилика „Нотр Дам де Фурвиер“ – базилика от 19 век на върха на хълма Фурвиер
- Металната кула на Фурвиер – кула от 19 век на върна на хълма Фурвиер
- Tour Part-Dieu – небостъргач от 1977 г., към 2018 г. деветата най-висока сграда във Франция
- Tour Incity – небостъргач от 2015 г., към 2018 г. третата най-висока сграда във Франция и 21 в Европейския съюз
- Musée des Confluences

### Гастрономическо наследство
Лион е често споменаван като гастрономическа столица на Франция и света с 4418 ресторанта към 2017 г. с общо 19 Мишлен звезди.

## Демографско развитие
Към 2015 г. населението на гр. Лион е 513 275 души.
През периодът между 1970 г. и 1980 г., гр. Лион губи повече от 100 000 жители. Между 1980 г. и 1990 г. населението се стабилизира и през 1990 г., заедно със започването на масови проекти за съживяването на квартали като „Пар-Дю“, „Вез“, „Жерлан“, населението почва да расте наново и от 413 100 души през 1982, става 513 275 през 2015 г.
| \| Година на преброяване \| Численост \| \| --------------------- \| --------- \| \| 1962 \| 519 854 \| \| 1968 \| 527 800 \| \| 1975 \| 456 716 \| \| 1982 \| 413 095 \| \| 1990 \| 415 487 \| \| 1999 \| 445 452 \| \| 2005 \| 467 400 \| \| 2011 \| 491 268 \| \| 2013 \| 500 715 \| \| 2014 \| 506 615 \| \| 2015 \| 513 275 \| |           |
| Година на преброяване | Численост |
| 1962 | 519 854   |
| 1968 | 527 800   |
| 1975 | 456 716   |
| 1982 | 413 095   |
| 1990 | 415 487   |
| 1999 | 445 452   |
| 2005 | 467 400   |
| 2011 | 491 268   |
| 2013 | 500 715   |
| 2014 | 506 615   |
| 2015 | 513 275   |

## Други
Инфраструктурата и поддържането обществената хигиена в града са отлично приспособени към техническата съоръженост и от десетилетия са първостепенна грижа в управлението на града.
Развити са множество решения за създаване на един „по-интелигентен“ град. На 5 септември 2016 г. е пусната Navly – първият в света електрически автономен автобус-совалка. Налице е услуга за наем на електрически коли Архив на оригинала от 2016-09-03 в Wayback Machine. в града и е предвидено до 2020 г. велосипедните алеи да стигнат 1000 км.
Модерният квартал Confluence, построен върху бивша индустриална зона, е първият във Франция сертифициран от WWF като устойчив квартал.
Лион получава награда „Достъпен град“ за 2018 г. от Европейската комисия за постижения в интегрирането на хора с увреждания.

## Спорт
Представителният футболен отбор на града носи името Олимпик Лион. В началото на XXI век той е най-силният и най-популярен френски футболен отбор.
По време на Световното първенство по футбол за жени през 2019 г., на Парк Олимпик Лионе се играят двата полуфинала и на 7 юли - финалът.

## Известни личности
Родени в Лион
- Жан-Жак Ампер (1800 – 1867), филолог
- Шарл-Мари Видор (1844 – 1937), композитор
- Ектор Гимар (1867 – 1942), дизайнер
- Леонар Дюфо (1769 – 1797), офицер
- Морис Жар (1924 – 2009), композитор и диригент
- Антоан-Лоран дьо Жусийо (1748 – 1836), ботаник
- Каракала (186 – 217), римски император
- Клавдий (10 пр.н.е.-54), римски император
- Луиз Лабе (1524 – 1566), поетеса
- Оливие Панис (р. 1966), автомобилен състезател
- Луи Ружие (1889 – 1982), философ
- Жан-Батист Сей (1767 – 1832), икономист
- Антоан дьо Сент-Екзюпери (1900 – 1944), френски писател
- Жан-Клод Трише (р. 1942), финансист
- Седрик Юрас (р. 1977), футболист
- Аниса Кейт, порноактриса
- Кацуни, порноактриса

Починали в Лион
- Жан Жерсон (1363 – 1429), богослов
- Мари Франсоа Сади Карно (1837 – 1894), политик

Други личности, свързани с Лион
- Шарл Бодлер (1821 – 1867), поет, учи в града през 1831 – 1836

## Побратимени градове
Лион е побратимен град с:
- Беер Шева, Израел
- Бирмингам, Великобритания, от 1951
- Варна, България
- Гуанджоу, Китай, от 1988
- Гьотеборг, Швеция
- Ереван, Армения
- Йерихон, Палестина
- Йокохама, Япония, от 1959
- Крайова, Румъния, от 1992
- Куритиба, Бразилия
- Кутаиси, Грузия, от 2006
- Лайпциг, Германия, от 1981
- Лодз, Полша, от 1992
- Милано, Италия, от 1966
- Минск, Беларус
- Монреал, Квебек, Канада, от 1979[29]
- Мунтинлупа, Филипини
- Печ, Унгария
- Санкт Петербург, Русия
- Сейнт Луис, САЩ, от 1975
- Филаделфия, САЩ
- Франкфурт, Германия, от 1960
- Халеб, Сирия